# Ipiranga (distrito de São Paulo)
Ipiranga é um distrito de classe média e classe média alta, situado na Zona Sudeste do município de São Paulo. Seu nome é uma referência ao Riacho do Ipiranga, que o corta, e cujo nome significa, em língua tupi, "rio vermelho", devido às suas águas barrentas e seu apelido (1822), foi criado diante uma data importante em sua história. No distrito, está localizado o Parque da Independência, local onde, conforme a tradição histórica, Dom Pedro I proclamou a independência do Brasil, deixando de ser uma colónia de Portugal, além do Museu Paulista, também conhecido como Museu do Ipiranga, com arquitetura em estilo clássico, que guarda um grande número de relíquias do período colonial brasileiro, e do Museu de Zoologia. O distrito é servido pela Linha 2-Verde do Metrô nas estações Alto do Ipiranga, Sacomã e Tamanduateí e pela Linha 10-Turquesa do Trem Metropolitano nas estações Tamanduateí e Ipiranga, sendo que esta, futuramente, fará integração com a Linha 15-Prata do monotrilho.

## História

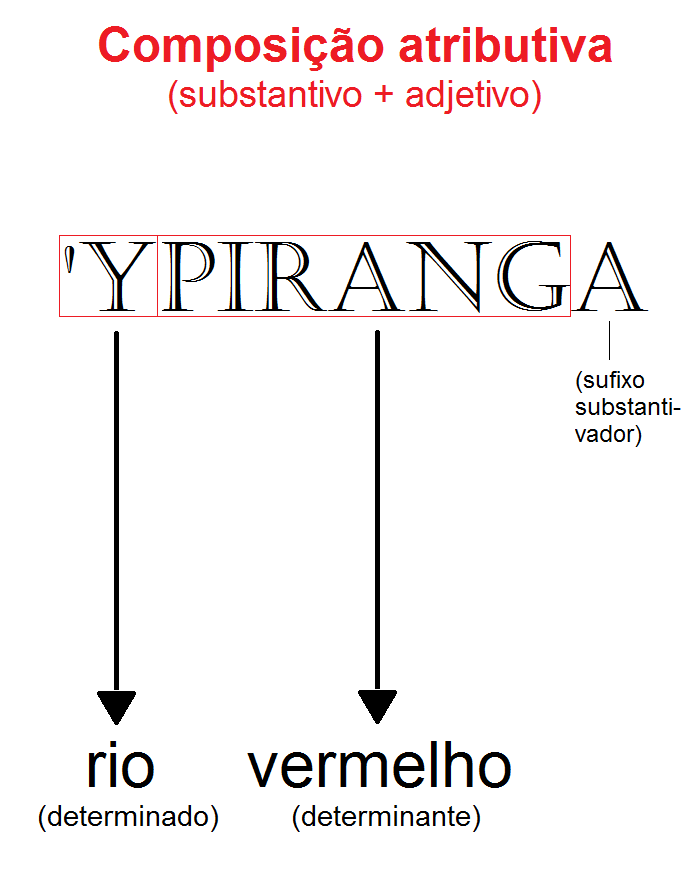
Ypiranga é um exemplo de composição atributiva em tupi. O outro tipo é a composição com relação genitiva. O riacho recebeu esse nome certamente devido a suas águas turvas, enlamaçadas.

Os primeiros registros da região datam de 1510, época em que o território era habitado pelos índios guaianases. Nessa época, houve um naufrágio no qual estava envolvido o explorador português João Ramalho. Então, ele passou a viver com esse grupo, casando-se com a filha do cacique, Bartira, tendo vários filhos.
Em 1580, havia cerca de 1,5 mil pessoas morando na região, enquanto os indígenas, por não se adaptarem aos costumes dos novos moradores, acabaram migrando para outros lugares.
A história do Ipiranga, desde o início, está associada aos deslocamentos entre a capital estadual e o litoral paulista. Devido ao posicionamento geográfico, a região era passagem obrigatória daqueles que, vindo do núcleo central da cidade, se dirigiam aos caminhos que permitiriam cruzar a Serra do Mar em direção à Baixada Santista.
Isso fez com que o distrito entrasse para a história do Brasil ao se tornar cenário do evento em que dom Pedro I, vindo de uma de suas andanças pela cidade de Santos, decidiu proclamar a independência do Brasil, em uma de suas paradas às margens do riacho do Ipiranga. O episódio ficou registrado no famoso quadro de Pedro Américo e na letra do Hino Nacional Brasileiro.
Posteriormente, a inauguração da Estrada de Ferro Santos a Jundiaí, em 1867, permitiu que a região, até então um lugarejo nos arrabaldes da cidade de São Paulo, se integrasse definitivamente à malha da cidade.
Também por causa da ferrovia o Ipiranga começou a ser caracterizado como um distrito industrial, já que muitas fábricas aproveitavam as facilidades proporcionadas pela proximidade com os trilhos que ligavam a cidade tanto com o litoral como com o interior para se estabelecerem na região.
A chegada da família Jafet à capital paulista em 1887 contribuiu significativamente para o crescimento da cidade. A região do Ipiranga, em especial, foi beneficiada com a abertura de diversas fábricas têxteis; uma delas, a fábrica de tecidos Fiação, Tecelagem e Estamparia Ypiranga Jafet, em 1907, considerada uma das precursoras da indústria têxtil nacional, sendo responsável pelo desenvolvimento da região, além de ter construído 320 residências para as famílias dos operários.
Na região do Ipiranga, também encontram-se diversos palacetes, hoje tombados, de propriedade dessa família e que, atualmente, possuem usos diversos. Entre eles, encontram-se o Palácio dos Cedros, o Palacete Rosa (que serviu de moradia do médium Luiz Antonio Gasparetto) e o Palacete Violeta, entre outros, situados, principalmente, nas ruas Bom Pastor e Costa Aguiar.
A região próxima ao Rio Tamanduateí era tão caracterizada pelas indústrias, que os bondes e ônibus que para lá se dirigiam tinham, no letreiro, o título "Fábrica".
No final do século XIX, foram fundadas as primeiras escolas particulares do distrito, com contribuição significativa dos imigrantes que lá viviam. Em 1906, foi fundado o Clube Atlético Ypiranga, que havia transferido-se da Água Branca e instalado-se no “Sacoman” no final rua Bom Pastor.
Em 1889, chegou no Ipiranga o primeiro meio de transporte coletivo da região, o bonde a burro, trazido devido à influência do Doutor José Vicente de Azevedo. Na ocasião, foi necessário o aterramento de parte da Rua Independência para que os bondes fossem capazes de transportar as pessoas do Cambuci ao Ipiranga. Em 1904, foram inauguradas as linhas elétricas que funcionaram até 1967.
Em 1947, a inauguração da Rodovia Anchieta só viria reforçar essa vocação, trazendo uma nova leva de indústrias para a região.
Paralelamente, a Rua Bom Pastor e Avenida Dom Pedro I ficaram caracterizadas por casarões de famílias abastadas e pela classe média que trabalhava nas fábricas ou em outros bairros de São Paulo. Enquanto isso, na Avenida Nazaré, que corria ao longo do topo da colina do Ipiranga, instituições de ensino ou caridade ligadas à Igreja Católica despontavam, ocupando parte do espaço.
A partir dos anos 1970, por motivos principalmente econômicos, o Ipiranga começou a perder essas indústrias para outras regiões e outras cidades. Os espaços vacantes passaram a ser gradualmente ocupados por comércio, serviços e, mais recentemente, por grandes empreendimentos residenciais.

### Atualidade

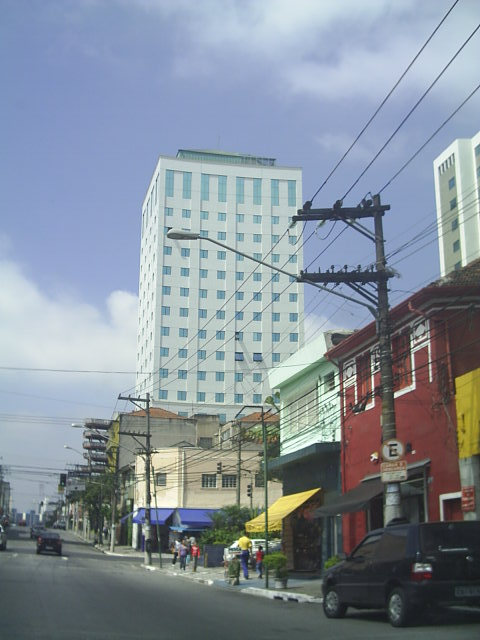
Região comercial do distrito

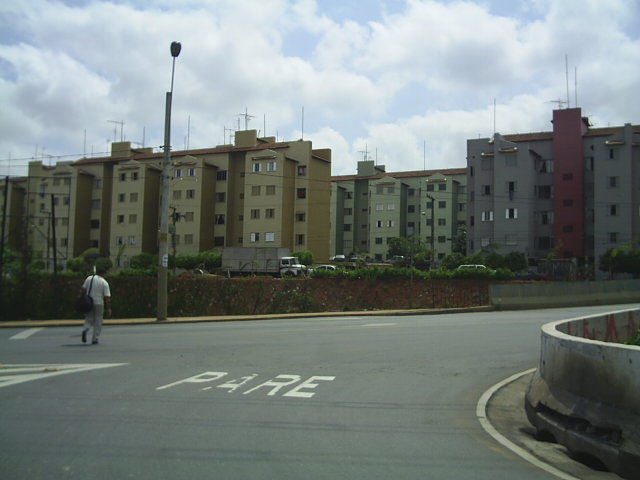
Conjuntos habitacionais na Vila Heliópolis, no distrito do Ipiranga, vistos de São Caetano do Sul

Atualmente, o distrito está passando por um intenso desenvolvimento, com a construção das estações Alto do Ipiranga e Sacomã (duas das mais modernas da cidade) do metrô, a chegada do Expresso Tiradentes sobre a Avenida do Estado, e uma grande especulação imobiliária, com a construção de diversos edifícios (verticalização), na maioria deles, residenciais.
A verticalização fez com que as poucas casas do distrito se tornassem objeto de desejo e de especulação imobiliária e como consequência, ficassem altamente valorizadas.
O distrito conta com uma unidade do SESC, inaugurada em 1992. Também abriga o Aquário de São Paulo, o primeiro aquário temático da América Latina, inaugurado em 2006.
O metrô desenvolveu a mobilidade da região, fazendo com que os carros e motos, muitas vezes, sejam trocados por ele, ocasionando uma melhora no trânsito da região. Nos arredores do distrito, próximo à divisa com o município de São Caetano do Sul, está localizado o bairro de Vila Heliópolis, o qual deriva da favela de Heliópolis, a maior de São Paulo. A atual localização do distrito junto a algumas de suas cercanias (hoje, o distrito de Sacomã), era a antiga Heliópolis, porém, nos dias atuais, a área horizontal, carente e com falta de infraestrutura, foi reduzida em grande parte, ocasionando uma boa melhora na qualidade de vida do distrito, com a verticalização (urbanização) e regularização das áreas de risco.

### Telefonia

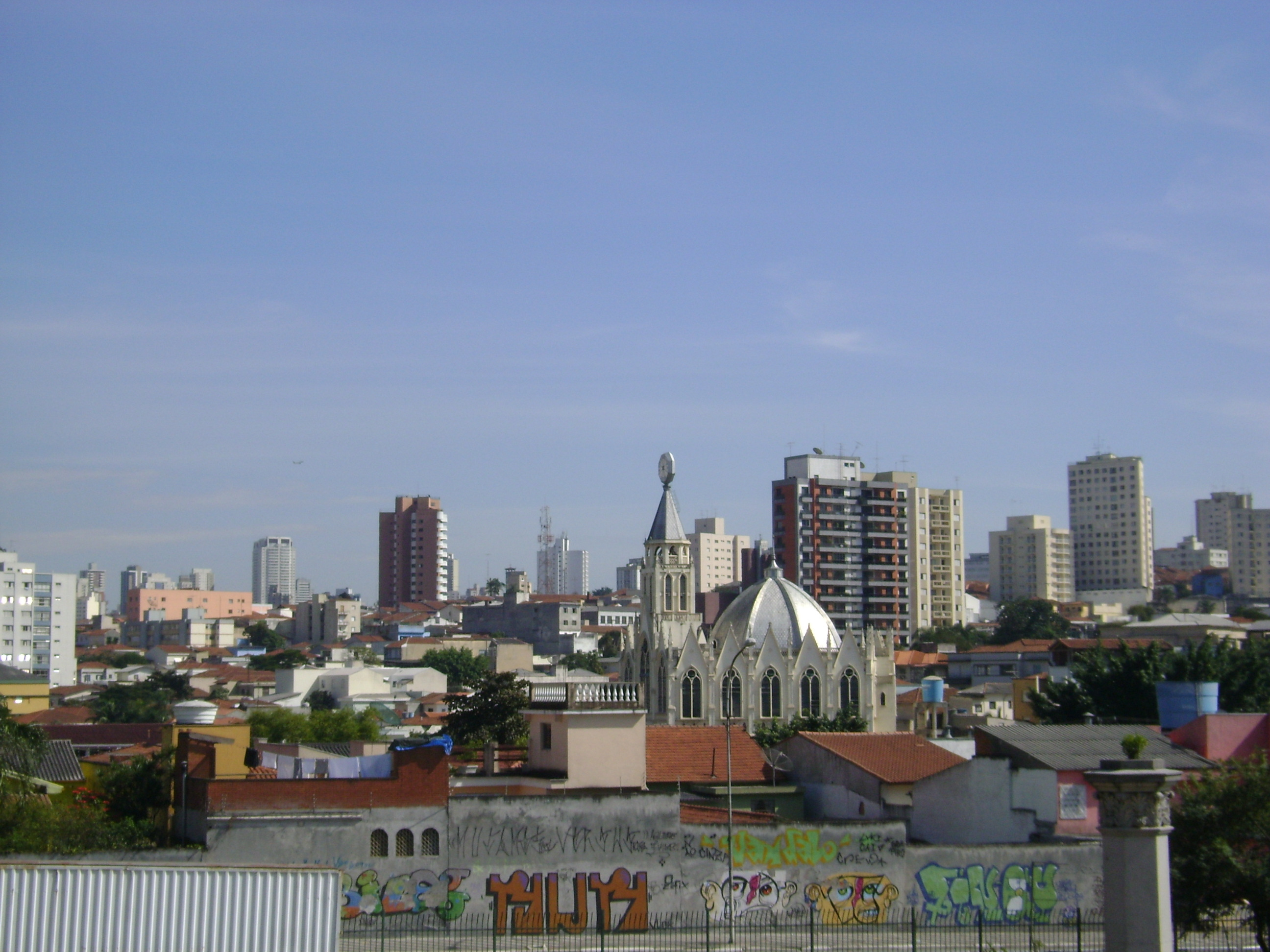
Imagem do distrito de Ipiranga

Em 1935, foi inaugurada, pela antiga Companhia Telefônica Brasileira, a estação telefônica automática no Ipiranga (prefixo 3-0), que substituiu a antiga estação manual que operava no Cambuci. Em 1954, a companhia ampliou a capacidade de terminais instalados de mil para 10 000, alterando o prefixo para 63. Sucessivos cortes de área deram origem a novas estações telefônicas na Vila Prudente, Vila Zelina, Vila Alpina e Casa Grande (a leste) e Anchieta, Patente, Liviero e Jardim da Saúde (a sul). Atualmente, as centrais instaladas na estação telefônica do Ipiranga totalizam cerca de 160 000 terminais telefônicos.

### Poluição
O distrito, famoso pelo riacho do Ipiranga, tem a poluição do próprio. A população denuncia que, assim como geralmente é no estado que os demais rios metropolitanas de São Paulo, se encontra poluído por esgotos e canalizações. Em frente ao Monumento da Independência, um cheiro podre toma o ar. Quem se aproxima do local para ver de perto o famoso riacho citado no hino nacional, encontrará sujeira e mau cheiro em suas margens. Cento e noventa anos depois da Independência, esse é o estado do riacho do Ipiranga, excluindo sua Nascente no Jardim Botânico, único ponto que a água se encontra em bom estado. A Operação Urbana Bairros do Tamanduateí visa, entre outras medidas, despoluir o riacho do Ipiranga e criar um parque em sua foz, o Parque Foz do Ipiranga.

## Localização

### Limites geográficos
- Norte: Rua Gaspar Fernandes, Rua Engenheiro Prudente, Rua Ari Cajado, Rua Leandro de Carvalho, Rua Almirante Pestana, Avenida do Estado, Rua Presidente Batista Pereira e Viaduto São Carlos.
- Leste: Linha 10 do Trem Metropolitano de São Paulo e município de São Caetano do Sul.
- Sul: Avenida Almirante Delamare, Rua das Juntas Provisórias, Praça Altemar Dutra, Rua Malvina Ferrara Samarone e Avenida Presidente Tancredo Neves.
- Oeste: Rua Vergueiro, Avenida Doutor Ricardo Jafet, Rua Coronel Diogo e Rua Basílio da Cunha.

### Distritos limítrofes
- Cambuci (Norte)
- Mooca (Nordeste)
- Vila Prudente (Leste)
- Sacomã (Sul)
- Cursino (Sudoeste)
- Vila Mariana (Oeste)

### Município limítrofe
- São Caetano do Sul (Sudeste)

## Distritos próximos
- Jabaquara
- Saúde
- Moema
- Liberdade
- Brás
- Belém
- Água Rasa

## Demografia
Evolução demográfica do distrito do Ipiranga

## Bairros
Bairros do Ipiranga:
- Vila Monumento
- Vila Santa Eulália
- Vila São José (Ipiranga)
- Vila Carioca
- Vila Independência
- Cidade Nova Heliópolis
- Vila Dom Pedro I
- Vila Nair